# Cát Bà
Cát Bà  är en ö i Tonkinbukten som ligger 20 km öster om storstaden Hai Phong i norra Vietnam. Cát Bà är den största ön i Cát Bà-arkipelagen, som består av 367 öar med en total areal av 260 km2. Arkipelagen utgör det sydöstra hörnet av Lan Ha-viken i norra Vietnam. Cát Bà är 140 km2 och är en bergig ö med den högsta punkten på 332 m ö.h.. Ön har ungefär 16 000 invånare men får under turistsäsongen ungefär 2,5 miljoner besökare.

## Öns historia
Cat Ba kallades tidigare Cac Ba, "Kvinnoön". Enligt en sägen skulle för många århundraden sedan tre kvinnor inom Tran-dynastin ha dödats och deras kroppar flutit I land på Cát Bà. Kropparna ska ha flutit i land på varsin strand och hittats av fiskare i området. Dessa ska ha byggt varsitt tempel för att helga de tre kvinnorna, på ”kvinnoön”.
Det finns arkeologiska fynd som tyder på att Cát Bà varit bebodd i nästan 6000 år. De tidigaste bosättningarna är funna vid den sydöstra spetsen av ön, nära den plats där hamnen i Ban Beo idag är belägen.
1938 fann franska arkeologer lämningar på ön av Cai Beo-folket som levde för mellan 4500 och 6000 år sedan. Det ses som den tidigaste bosättningen i de nordöstra territorialvattnen till Vietnam.
Under de senaste århundradena har Cat Ba huvudsakligen bebotts av kinesisk-vietnamesiska fiskare och bär prägel av Vietnamkrigen. Ön var en strategisk utsiktspunkt och bombningarna tvingade ofta lokalbefolkningen att gömma sig i öns många grottor. Spåren efter krigen har nu förvandlats till turistattraktioner, bland annat Sjukhusgrottan, som var ett hemligt, bombsäkrat sjukhus som under kriget mot amerikanerna var huvudkvarter för Vietcong. Byggnadsverket i tre våningar var i drift fram till 1975.
Det Kinesisk-vietnamesiska kriget 1979 började sedan Vietnam invaderat Kambodja och störtat de Röda khmererna från makten. Det ledde till att Vietnam utvisade ungefär 30000 kineser från hela Ha Long-området.

## Cat Bas nationalpark

Utsikt från Ngu Lam, öns högsta punkt, som ligger inom Cat Bas nationalpark.

1986 avsattes 98 km², ungefär en tredjedel av öns yta, till nationalpark. Det blev den första nationalparken I Vietnam som också innefattade marina områden. 2006 utökades nationalparken till 109 km² på land och ytterligare 52 km² marina ytor inklusive mangrovetäckt tidvattenzon.
Mer än 1 500 växtarter finns dokumenterade inom nationalparken, bland annat 118 arter av träd och 160 medicinalväxter.
Inom nationalparken finns 279 djurarter dokumenterade, varav 53 däggdjursarter och 23 arter som är starkt eller akut hotade.
Cat Ba-languren Trachypithecus poliocephalus är en endemisk art för Cat Ba och en akut hotad art. Populationen av langurer har varit 2400-2700, men hade år 2000 minskat till 53 individer på grund av tjuvjakt och uthuggning av skog.